# 고행석의 작품 목록
다음은 고행석의 만화 작품의 목록이다.
| 작품연대         | 작품명                                 | 장르   | 총권수 |
| ---------------- | -------------------------------------- | ------ | ------ |
| 1981년 1월       | 아빠 아빠 우리아빠                     | 드라마 | 1      |
| 1981년 7월       | 무정객                                 | 시대극 | 1      |
| 1981년 7월       | 귀신탈의 사나이와 무정객               | 시대극 | 1      |
| 1982년 8월       | 공포의 불가사리                        | 스포츠 | 3      |
| 1982년 11월      | 챔피언 불가사리                        | 스포츠 | 3      |
| 1982년 12월      | 우리들의 푸른시절                      | 스포츠 | 2      |
| 1983년 3월       | 영광의 아스팔트                        | 스포츠 | 2      |
| 1983년 5월       | 3류복서                                | 스포츠 | 2      |
| 1983년 5월       | 무적 불가사리                          | 스포츠 | 3      |
| 1983년 6월       | 파도야 말해다오                        | 드라마 | 3      |
| 1983년 7월       | 하늘만큼 땅만큼                        | 드라마 | 2      |
| 1983년 8월       | 잡초와 장미                            | 드라마 | 3      |
| 1983년 9월       | 얼굴없는 지명타자                      | 스포츠 | 5      |
| 1984년 1월 20일  | 요절복통 불청객                        | 코믹   | 4      |
| 1984년 3월       | 열광의 불가사리                        | 스포츠 | 3      |
| 1984년 4월       | 괴짜괴짜 불청객                        | 스포츠 | 5      |
| 1984년 5월 28일  | (續) 요절복통 불청객                   | 코믹   | 7      |
| 1984년 7월       | 괴퍅구단과 불청객                      | 스포츠 | 5      |
| 1984년 9월       | 서울 불청객                            | 스포츠 | 13     |
| 1985년 1월       | 돌아온 불청객                          | 스포츠 | 5      |
| 1985년 2월       | 괴짜 삼총사와 불청객                   | 코믹   | 10     |
| 1985년 5월       | 괴짜 삼총사와 불청객 2부               | 코믹   | 8      |
| 1985년 5월       | 미운 불청객                            | 스포츠 | 8      |
| 1985년 6월       | 폭풍열차                               | 드라마 | 5      |
| 1985년 8월       | 왈가닥과 0.1초                         | 스포츠 | 4      |
| 1985년 9월       | 왈가닥과 불청객                        | 스포츠 | 6      |
| 1985년 10월 16일 | 금고기와 불청객                        | 코믹   | 6      |
| 1985년 11월      | 메주봉의 불청객들                      | 코믹   | 5      |
| 1985년 12월      | 영웅과 철부지                          | 드라마 | 7      |
| 1986년 1월       | 씨름판의 불청객                        | 스포츠 | 7      |
| 1986년 2월       | 가위바위보 불청객                      | 스포츠 | 12     |
| 1986년 3월       | 폭설속의 불청객                        | 드라마 | 4      |
| 1986년 5월       | 왕불청객                               | 스포츠 | 10     |
| 1986년 5월       | 폭풍의 링                              | 스포츠 | 4      |
| 1986년 9월       | 노래하는 불청객                        | 드라마 | 6      |
| 1986년 10월      | 왕불청객 2부                           | 스포츠 | 10     |
| 1986년 12월      | 초능력 불청객                          | SF     | 5      |
| 1987년 1월       | 초대받은 불청객                        | 스포츠 | 7      |
| 1987년 1월       | 고교 불청객                            | 코믹   | 10     |
| 1987년 3월       | 들소                                   | 스포츠 | 10     |
| 1987년 4월       | 왕불청객 3부                           | 스포츠 | 10     |
| 1987년 5월       | 그라운드의 불청객                      | 스포츠 | 7      |
| 1987년 6월       | 불청객과 서울 아리랑                   | 코믹   | 10     |
| 1987년 7월       | 선풍을 일으킨 불청객                   | 코믹   | 10     |
| 1987년 7월       | 지옥의 불청객                          | SF     | 8      |
| 1987년 8월       | 스카이서브와 불청객                    | 스포츠 | 5      |
| 1987년 9월       | 초대받은 불청객                        | 코믹   | 15     |
| 1987년 9월       | 말띠들과 불청객                        | 코믹   | 8      |
| 1987년 11월      | 폭풍아                                 | 스포츠 | 15     |
| 1987년 12월      | 행운의 불청객                          | 코믹   | 7      |
| 1988년 1월       | 폭풍아 2부                             | 스포츠 | 15     |
| 1988년 2월       | 사각의 불청객                          | 스포츠 | 13     |
| 1988년 4월       | 무적 2인조                             | 코믹   | 6      |
| 1988년 5월       | 포졸 불청객                            | 시대극 | 6      |
| 1988년 6월 2일   | 불청객과 정글 대탈출                   | 코믹   | 7      |
| 1988년 11월 5일  | 18통 9반의 2인조                       | 코믹   | 8      |
| 1988년 11월      | 굴뚝새                                 | 드라마 | 10     |
| 1988년 12월      | 숨바꼭질                               | 코믹   | 7      |
| 1989년 1월       | 야구왕 2인조                           | 스포츠 | 10     |
| 1989년 2월       | 고집 삼총사                            | 코믹   | 8      |
| 1989년 3월       | 공포의 2인조                           | 코믹   | 8      |
| 1989년 3월       | 빙하의 계절                            | 드라마 | 10     |
| 1989년 4월       | 불청객의 목표                          | 스포츠 | 13     |
| 1989년 6월 5일   | 달리는 2인조                           | 코믹   | 12     |
| 1989년 9월       | 꼴찌들과 불청객                        | 스포츠 | 12     |
| 1989년 10월      | 표류자들                               | 드라마 | 10     |
| 1989년 11월      | 그 아버지에 그 아들                    | 드라마 | 20     |
| 1989년 12월      | 코트의 불청객                          | 스포츠 | 10     |
| 1990년 3월       | 우리들의 우상                          | 드라마 | 15     |
| 1990년 5월       | 지빠귀                                 | 드라마 | 10     |
| 1990년 5월       | 우주의 불청객                          | SF     | 8      |
| 1990년 5월       | 아카루카의 불청객                      | SF     | 6      |
| 1990년 6월       | 거리의 불청객                          | 코믹   | 7      |
| 1990년 9월       | 알쏭달쏭 불청객                        | 드라마 | 5      |
| 1990년 10월      | 남장숙녀와 불청객                      | 코믹   | 5      |
| 1990년 12월      | 그대 이름은 불청객                     | 스포츠 | 7      |
| 1991년 2월       | 무서워                                 | SF     | 7      |
| 1991년 3월       | 잿빛항구                               | 드라마 | 7      |
| 1991년 3월       | 12인의 불청객                          | 스포츠 | 8      |
| 1991년 4월       | 신을 만난 불청객                       | SF     | 14     |
| 1991년 6월       | 소림사 불청객                          | 시대극 | 7      |
| 1991년 7월       | 아메리카 불청객                        | 스포츠 | 9      |
| 1991년 7월       | 암흑가의 불청객                        | 액션   | 10     |
| 1991년 10월      | 불청객의 러브스토리                    | 드라마 | 14     |
| 1991년 11월      | 믿을 수 없는 불청객                    | 코믹   | 5      |
| 1991년 12월 1일  | 얌체들과 불청객                        | 코믹   | 5      |
| 1992년 3월 25일  | 알 수 없는 불청객                      | 코믹   | 13     |
| 1992년 7월       | 배짱뿐인 불청객                        | 코믹   | 12     |
| 1992년 7월       | 엎치락 뒤치락 불청객                   | 코믹   | 13     |
| 1992년 8월       | 왕이 된 불청객                         | 코믹   | 12     |
| 1992년 8월       | 도시의 불청객                          | 드라마 | 8      |
| 1992년 8월 20일  | 불청객의 대추격                        | 코믹   | 20     |
| 1992년 9월       | 불도우저                               | 스포츠 | 16     |
| 1992년 10월      | 전설의 야구왕                          | 스포츠 | 10     |
| 1992년 11월 25일 | 우리들의 훼방꾼                        | 코믹   | 10     |
| 1992년 11월      | 엄벙덤벙 불청객                        | 코믹   | 11     |
| 1992년 12월      | 열정의 불청객                          | 드라마 | 10     |
| 1992년 12월      | 불청객의 대결                          | 스포츠 | 10     |
| 1993년 1월 25일  | 미쳐버린 불청객                        | 코믹   | 10     |
| 1993년 2월       | 행복한 불청객                          | 코믹   | 14     |
| 1993년 3월       | 얄미운 불청객                          | 드라마 | 15     |
| 1993년 3월       | 돌아온 마구왕과 불청객                 | 스포츠 | 15     |
| 1993년 5월       | 참새와 늑대                            | 드라마 | 14     |
| 1993년 5월       | 용의 눈물                              | 드라마 | 13     |
| 1993년 6월       | 불청객의 엘리제를 위하여               | 드라마 | 20     |
| 1993년 7월       | 불청객과 담배가게 아가씨               | 코믹   | 11     |
| 1993년 8월       | 원조 불청객                            | 코믹   | 13     |
| 1993년 8월       | 불청객의 그늘                          | 드라마 | 5      |
| 1993년 8월       | 대대로 재수없는 불청객                 | 코믹   | 10     |
| 1993년 8월       | 영원한 불청객                          | 드라마 | 7      |
| 1993년 9월       | 귀신잡는 불청객                        | SF     | 11     |
| 1993년 9월       | 불청객의 은하를 찾아서                 | SF     | 10     |
| 1993년 10월      | 건들건들 불청객                        | 스포츠 | 12     |
| 1993년 10월      | 천하무적                               | 스포츠 | 10     |
| 1993년 11월      | 불청객과 터미네이터                    | SF     | 10     |
| 1993년 12월      | 쥐구멍과 햇빛                          | 드라마 | 10     |
| 1994년 1월       | 골치 아픈 불청객                       | 드라마 | 10     |
| 1994년 1월       | 골치아픈 불청객                        | 드라마 | 10     |
| 1994년 1월 2일   | 불청객 가족                            | 코믹   | 11     |
| 1994년 1월 15일  | 블루스 불청객                          | 코믹   | 12     |
| 1994년 2월       | 청춘 불청객                            | 드라마 | 15     |
| 1994년 3월       | 잠자는 불청객                          | 드라마 | 12     |
| 1994년 3월       | 불청객의 복수                          | 스포츠 | 10     |
| 1994년 4월       | 동방무패                               | 시대극 | 11     |
| 1994년 4월       | 5+1                                    | 드라마 | 12     |
| 1994년 5월       | 불청객의 이상한 사이                   | 코믹   | 10     |
| 1994년 5월       | 21세기 불청객                          | 코믹   | 10     |
| 1994년 7월       | 지그재그 불청객                        | 코믹   | 10     |
| 1994년 7월       | 불청객의 독신자 아파트                 | 드라마 | 18     |
| 1994년 8월       | 불청객 Z                               | 코믹   | 12     |
| 1994년 8월       | 야성의 불청객                          | 드라마 | 15     |
| 1994년 9월       | 달리는 불청객                          | 스포츠 | 5      |
| 1994년 9월       | 도둑 불청객                            | 코믹   | 10     |
| 1994년 12월      | 돈가방을 든 불청객                     | 드라마 | 15     |
| 1995년 1월       | 홈런아웃                               | 스포츠 | 22     |
| 1995년 2월       | 꺽다리 불청객                          | 스포츠 | 15     |
| 1995년 3월       | 25時 불청객                            | 액션   | 12     |
| 1995년 4월       | 하늘을 나는 불청객                     | 스포츠 | 10     |
| 1995년 4월       | 쓸데없는 인간                          | 드라마 | 5      |
| 1995년 5월       | 번개 2부                               | SF     | 8      |
| 1995년 5월       | 불청객의 사면초가                      | 코믹   | 10     |
| 1995년 6월 25일  | 무공해 가족                            | 코믹   | 10     |
| 1995년 7월       | 불청객과 무공해 처녀                   | 스포츠 | 14     |
| 1995년 8월 15일  | 불청객의 뒤죽박죽 러브스토리           | 코믹   | 12     |
| 1995년 9월       | 도전자                                 | 드라마 | 12     |
| 1995년 10월      | 불청객의 절대로 남을 돕지 마라         | 드라마 | 12     |
| 1995년 11월      | 바람든 사람들                          | 드라마 | 11     |
| 1995년 11월      | 애니멀 블루스                          | 성인   | 3      |
| 1995년 12월      | 투 더티 가이                           | 액션   | 12     |
| 1996년 1월       | 불청도 왕건달                          | 드라마 | 12     |
| 1996년 2월       | 슬러거                                 | 스포츠 | 15     |
| 1996년 3월       | 프로페셔널                             | 드라마 | 12     |
| 1996년 4월       | 엉망진창 특공대                        | 코믹   | 14     |
| 1996년 4월 25일  | Miss 맹하                              | 코믹   | 10     |
| 1996년 5월       | 라스트 라운드                          | 스포츠 | 8      |
| 1996년 6월 25일  | 정신나간 슈퍼맨                        | 코믹   | 9      |
| 1996년 7월       | 길                                     | 드라마 | 13     |
| 1996년 10월      | 내가 아닌 나                           | 드라마 | 19     |
| 1996년 10월      | 21세기 복서                            | 스포츠 | 12     |
| 1996년 11월 30일 | 땅콩껍질 속 이야기                     | 코믹   | 12     |
| 1996년 11월      | 유령투수                               | 스포츠 | 14     |
| 1996년 11월      | 잘못된 환생                            | 드라마 | 11     |
| 1996년 12월      | 중원의 무술학원                        | 시대극 | 12     |
| 1997년 1월       | 노란거리의 불청객                      | 액션   | 12     |
| 1997년 1월       | 신나는 세상                            | 드라마 | 11     |
| 1997년 2월 28일  | TV속으로 들어간 여자                   | 코믹   | 10     |
| 1997년 4월       | 마법의 고무신                          | SF     | 15     |
| 1997년 4월       | 파울플레이                             | 드라마 | 15     |
| 1997년 6월 10일  | 말괄량이 보디가드                      | 코믹   | 12     |
| 1997년 7월       | 고집전설                               | 드라마 | 13     |
| 1997년 8월       | 고집전설 2부                           | 드라마 | 14     |
| 1997년 8월       | 아! 검객 2부                           | 시대극 | 15     |
| 1997년 8월       | 아! 검객                               | 시대극 | 14     |
| 1997년 10월      | 게으름뱅이 전설                        | 드라마 | 18     |
| 1997년 12월      | 낙제제자                               | 시대극 | 15     |
| 1997년 12월      | 낙제제자 2부                           | 시대극 | 15     |
| 1998년 1월       | 두목의 딸                              | 액션   | 18     |
| 1998년 3월       | 청개구리 전설                          | 드라마 | 13     |
| 1998년 3월       | 청개구리 전설 2부                      | 드라마 | 14     |
| 1998년 5월       | 개털 깎는 사나이                       | 드라마 | 12     |
| 1998년 6월       | 낙제캅 <부제:애기울음소리>             | 액션   | 21     |
| 1998년 6월 15일  | 폭력 교실의 불청객                     | 코믹   | 16     |
| 1998년 7월       | 게임메이커                             | 드라마 | 22     |
| 1998년 8월       | 낙제캅 제3의 적<부제:신의 아들>1부,2부 | 액션   | 23     |
| 1998년 10월 15일 | 불청객과 귀인                          | 코믹   | 10     |
| 1998년 10월 15일 | 불청객과 귀인 2부                      | 코믹   | 10     |
| 1998년 10월      | 플라잉 게임                            | 드라마 | 11     |
| 1998년 11월      | 하늘대왕코 불청객                      | 시대극 | 13     |
| 1998년 11월      | 낙제캅 검은 베누스                     | 액션   | 23     |
| 1998년 11월      | 독신남과 여자들                        | 드라마 | 17     |
| 1999년 1월       | 백수와 마수                            | 액션   | 17     |
| 1999년 3월       | 보스 불청객                            | 액션   | 15     |
| 1999년 3월       | 왕재수 불청객                          | 코믹   | 14     |
| 1999년 4월       | 영웅들과 불청객                        | 스포츠 | 24     |
| 1999년 6월       | 불청객 잠수함을 타다                   | 드라마 | 17     |
| 1999년 6월       | 슈퍼스타와 불청객                      | 스포츠 | 12     |
| 1999년 7월       | 찰거머리 불청객                        | 스포츠 | 12     |
| 1999년 9월       | 천년의 불청객                          | 시대극 | 12     |
| 1999년 9월 5일   | 불청객의 왕뱃짱                        | 액션   | 13     |
| 1999년 12월      | 월드맨                                 | 드라마 | 10     |
| 1999년 12월      | 우주 건달 전설                         | SF     | 13     |
| 2000년 1월       | 청춘반란                               | 시대극 | 10     |
| 2000년 1월 1일   | 선풍을 일으킨 불청객                   | 코믹   | 5      |
| 2000년 1월 1일   | 동전 한 개와 불청객                    | 코믹   | 7      |
| 2000년 2월       | 악질                                   | 액션   | 13     |
| 2000년 2월       | 신악질                                 | 액션   | 12     |
| 2000년 3월       | 왕대빵                                 | 액션   | 12     |
| 2000년 3월       | 악종                                   | 액션   | 13     |
| 2000년 4월 26일  | 악연                                   | 코믹   | 12     |
| 2000년 5월       | 보스대보스                             | 액션   | 15     |
| 2000년 6월       | 카마와 악질                            | 액션   | 13     |
| 2000년 7월 3일   | 최고악질                               | 액션   | 16     |
| 2000년 7월       | 양아치족                               | 액션   | 13     |
| 2000년 8월 31일  | 난장판                                 | 액션   | 12     |
| 2000년 9월 25일  | 악바리                                 | 액션   | 14     |
| 2000년 10월      | 망나니                                 | 액션   | 15     |
| 2000년 11월 20일 | 왕똘마니                               | 액션   | 13     |
| 2000년 12월 20일 | 망종 ,두더지, 탱고                     | 액션   | 16     |
| 2001년 1월       | 악질 제자                              | 액션   | 12     |
| 2001년 2월 19일  | 싸이코                                 | 액션   | 16     |
| 2001년 3월 27일  | 5악질                                  | 액션   | 14     |
| 2001년 5월 14일  | 투 맨                                  | 액션   | 14     |
| 2001년 5월       | 뿔따구                                 | 액션   | 17     |
| 2001년 6월       | 독한놈                                 | 액션   | 14     |
| 2001년 7월 19일  | 무지막지 싸이코                        | 액션   | 15     |
| 2001년 8월 13일  | 바보 악질                              | 액션   | 15     |
| 2001년 9월       | 용광로                                 | 액션   | 18     |
| 2001년 10월 17일 | 악질 친구                              | 액션   | 15     |
| 2001년 11월      | 싸이코싸이코                           | 액션   | 15     |
| 2001년 12월      | 스티플                                 | 액션   | 17     |
| 2002년 10월      | 적야                                   | 액션   | 17     |
| 2003년 2월       | 통박굴려봐                             | 액션   | 25     |
| 2003년 6월       | 칼잡이                                 | 액션   | 16     |
| 2003년 6월       | 개망종                                 | 액션   | 16     |
| 2003년 9월 1일   | 메두사 불청객                          | 코믹   | 17     |
| 2003년 9월       | 허걱! 히트맨                           | 액션   | 12     |
| 2003년 9월 2일   | 독한놈                                 | 액션   | 14     |
| 2003년 9월 13일  | 아다마스의 약속                        | 액션   | 17     |
| 2003년 9월 14일  | 악질                                   | 액션   | 13     |
| 2003년 10월 3일  | 돌아온 진짜진짜 불청객                 | 코믹   | 20     |
| 2003년 10월      | 폼생폼사                               | 액션   | 14     |
| 2003년 10월      | 제로섬                                 | 액션   | 17     |
| 2003년 11월      | 해오라비                               | 드라마 | 14     |
| 2003년 12월      | 띨짱                                   | 액션   | 15     |
| 2004년 1월       | 뚜룩왕                                 | 액션   | 13     |
| 2004년 2월       | 내맘이다!                              | 액션   | 22     |
| 2004년 3월8일    | 죽어야 산다                            | 드라마 | 15     |
| 2004년 3월 25일  | 무적 2인조                             | 코믹   | 6      |
| 2004년 4월       | 초보조폭                               | 액션   | 18     |
| 2004년 5월       | 마초시대                               | 액션   | 18     |
| 2004년 5월       | 가문의망신                             | 액션   | 16     |
| 2004년 6월       | 광야                                   | 액션   | 20     |
| 2004년 7월       | 과거를 묻지마라                        | 액션   | 20     |
| 2004년 9월       | 믿을놈 없는 세상                       | 액션   | 18     |
| 2005년 10월 15일 | 엉망진창 특공대                        | 코믹   | 14     |
| 2006년 2월 28일  | 리듬속의 불청객                        | 코믹   | 10     |
| 2006년 6월 7일   | 진짜진짜 불청객                        | 코믹   | 12     |
| 2006년 11월 3일  | 괴짜삼총사와 불청객                    | 코믹   | 19     |
| 2006년 11월 15일 | 떠버리 불청객                          | 코믹   | 12     |
| 2007년 3월 7일   | 서울 불청객                            | 코믹   | 13     |
| 2007년 4월 1일   | 배짱뿐인 불청객                        | 코믹   | 12     |
| 2007년 7월 8일   | 왕이 된 불청객                         | 코믹   | 12     |
| 2007년 8월 3일   | 여자는 싫어                            | 코믹   | 15     |